# Barcelona Sporting Club

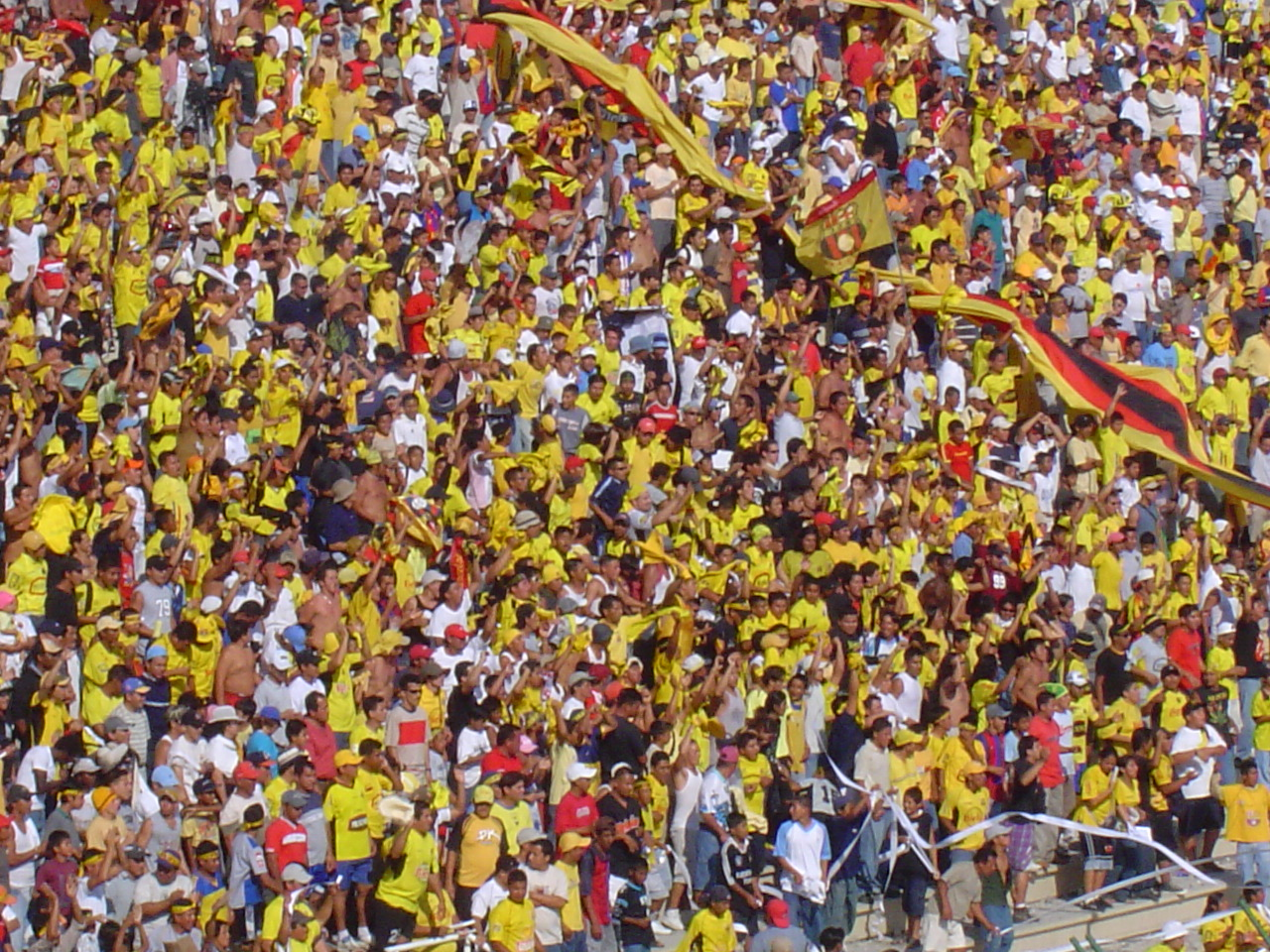
Fanblock

Der Barcelona Sporting Club, kurz Barcelona SC,  im deutschsprachigen Raum teilweise auch bekannt als Barcelona aus Guayaquil, ist ein 1925 von spanischen Auswanderern gegründeter Fußballverein in der ecuadorianischen Stadt Guayaquil. Der Verein wurde am 1. Mai 1925 von Einwanderern aus Katalonien gegründet und nach dem FC Barcelona benannt. Der Verein spielt in den Farben gelb, schwarz und rot, wobei gelb und rot ursprünglich aus der Flagge Kataloniens bzw. dem Stadtwappen von dessen Hauptstadt Barcelona stammen und von 1927 bis 1960 die einzigen Trikotfarben bildeten. Mit 16 Titeln ist der Verein Rekordmeister in Ecuador. Gespielt wird im Stadion „Monumental Isidro Romero Carbo“, das Platz für 60.000 Zuschauer bietet. Seit Januar 2008 trägt es den Werbenamen „Estadio Banco Pichincha“ aus Sponsoring-Gründen.

## Erfolge
- Ecuadorianische Meisterschaft (16): 1960, 1963, 1966, 1970, 1971, 1980, 1981, 1985, 1987, 1989, 1991, 1995, 1997, 2012, 2016 und 2020.
- Finalist Copa Libertadores (2): 1990, 1998
- Guayaquil Super Cup (5): 1963, 1970, 1976, 1991, 1995
- Copa Asoguayas (1): 2006
- Teilnahme an der Copa Libertadores: 30×

1961, 1964, 1967, 1969, 1971, 1972, 1981, 1982, 1983, 1986, 1987, 1988, 1990, 1991, 1992, 1993, 1994, 1996, 1998, 2003, 2004, 2013, 2015, 2017, 2019, 2020, 2021, 2022, 2023, 2024.
- Teilnahme an der Copa Sudamericana: 10×

2002, 2003, 2010, 2012, 2013, 2014, 2016, 2018, 2022, 2023.
- Teilnahme an der Copa Merconorte: 4×

1998, 1999, 2000, 2001.
- Teilnahme an der Copa Conmebol: 1×

1995.

## Trainer
- Miguel Brindisi (1991)
- Paulo César Carpegiani (1993–1994)
- Benito Floro (2009)
- Álex Aguinaga (2011)
- Rubén Israel (2014–2015)[2]
- Guillermo Almada (2015–2019)[3]
- Leonardo Ramos (2019)
- Fabián Bustos (2019–2022)
- Jonathan Mejía (2022)
- Jorge Célico (2022)
- Fabián Bustos (2022–2023)
- Segundo Castillo (2023)
- Diego López (2023–2024)
- Germán Corengia (2024)
- Ariel Holan (2024)
- Segundo Castillo (2024–)

## Spieler
- Carlos Muñoz (1990–1993)
- José Francisco Cevallos sr. (1990–2004, 2005–2006)
- Antony de Ávila (1997–1999)
- Iván Kaviedes (2002, 2004–2006)
- Iván Hurtado (2002–2003, 2008, 2011)